# الابن الوحيد (فلم)
الابن الوحيد (بالإنجليزية: The Only Son)، هُو فيلم أوغندي صدر سنة 2016 وأخرجه ريتشارد موليندوا. الفيلم من بطولة كُل من Bobby Tamale وRaymond Rushabiro.

## وصلات خارجية
- الموقع الرسمي
- الابن الوحيد  في قاعدة بيانات الأفلام على الإنترنت (بالإنجليزية)